# Dathe-Gymnasium
Das Dathe-Gymnasium ist ein öffentliches Gymnasium in Berlin-Friedrichshain mit dem Motto aktiv, weltoffen, respektvoll, das über Schnell-Lerner-Klassen verfügt. Es ging aus früheren Schulen am gleichen Standort hervor. Herzstück der Schule ist die mit Unterstützung des populären Tierparkdirektors Heinrich Dathe aufgebaute Biologie-Station. Das Gymnasium erhielt am 8. Februar 2022 die Auszeichnung Umweltschule in Europa – Internationale Nachhaltigkeitsschule.

## Schulgebäude
Die Dreiflügelanlage an der Helsingforser Straße 11–13 (früher Bromberger Straße 13–14) entstand nach Entwürfen von Ludwig Hoffmann als Gemeindedoppelschule für die 87. evangelische Mädchenschule (gegründet 1875) und die 98. evangelische Knabenschule sowie als Hilfsschule für Knaben und Mädchen. Mitgewirkt haben dabei die Magistratsbauräte Georg Matzdorff und Reinhard Herold sowie die Architekten Rehmeyer und Julius Gerecke. Der Bau wurde 1908–1909 errichtet. Die Übergabe erfolgte am 24. Mai 1909. Die Baukosten betrugen 750.000 Mark. Ungewöhnlich ist, dass das dreistöckige Lehrerwohnhaus, flankiert von den beiden Seitenflügeln des vierstöckigen Schulhauses, eine gemeinsame Straßenfront mit den Stirnseiten der Seitenflügel bildet. Das Zurückspringen des 2. und 3. Stockwerks und die Balustrade mit dem Figurenschmuck, die vier Jahreszeiten darstellend, betonen den Zweck als Wohnhaus.
Die Figurengruppen, die Tiermedaillons und die Reliefköpfe über den Torbögen und Türstürzen schuf der Bildhauer Josef Rauch.
Im Jahr 2008 wurde im Rahmen der denkmalgerechten und energetischen Sanierung die Sporthalle zu einem großen Mehrzwecksaal umgebaut. 2009 und 2012–2014 erfolgte die Restaurierung der Fassaden des Hauptgebäudes.
Nach dem Zukauf einer angrenzenden Baufläche wurde 2007–2009 der Schulhoffläche erweitert und gestaltet: Sport- und Spielelemente, Bänke unter einem Sonnensegel, eine Liegewiese und ein als Sitzfläche arrangiertes Holzdeck stehen den Schülern des Gymnasiums am Vormittag in den Pausen zur Verfügung, am Nachmittag werden sie durch Kinder der Umgebung genutzt. Auch ein Sportplatz gehört zum Schulgelände.

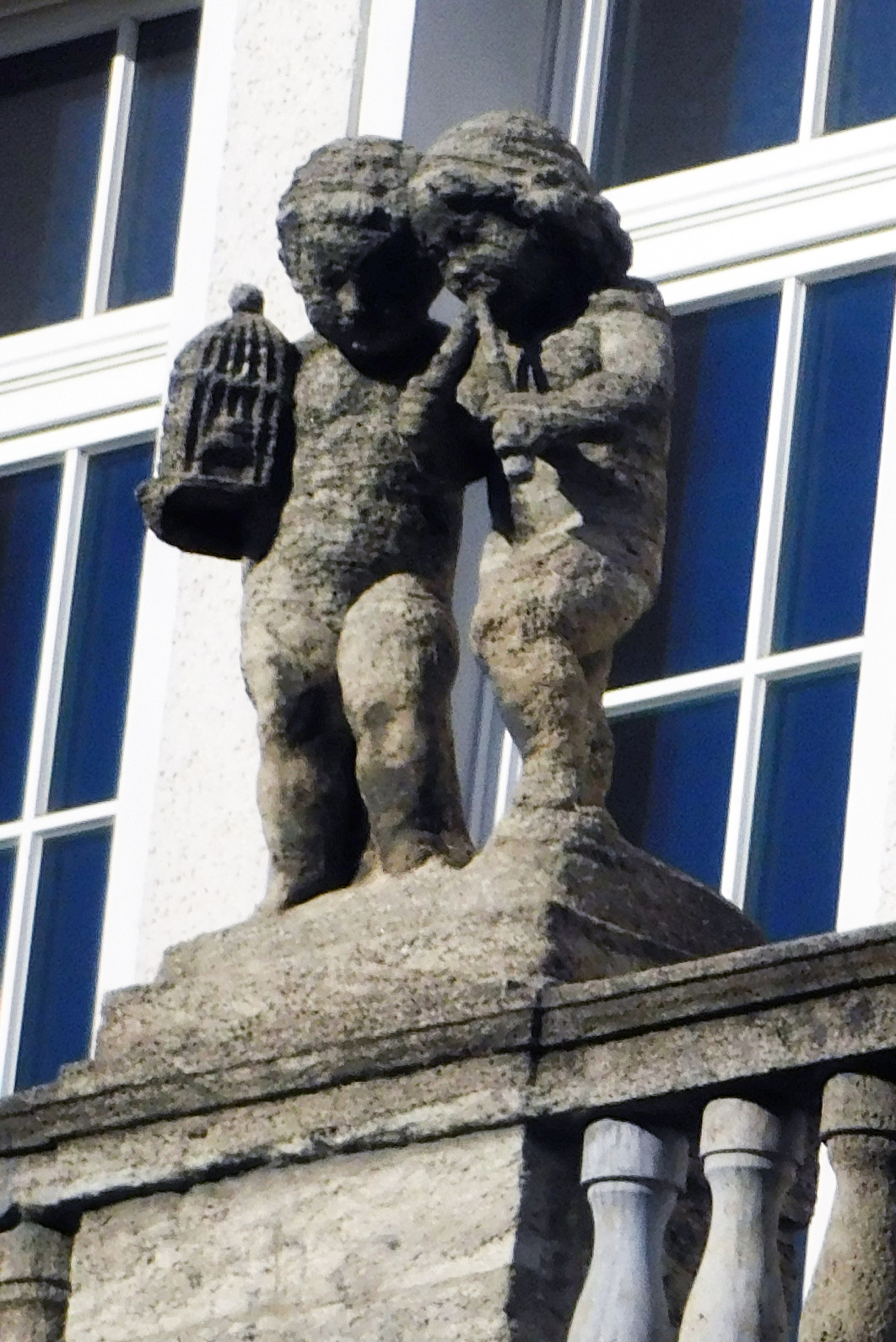
Figurengruppe von Josef Rauch auf der Balustrade

## Geschichte
Ab 1946 teilten sich die 6. und die 14. Grundschule das Gebäude, aus denen Polytechnische Oberschulen hervorgingen: die 14. erhielt Ende der 1970er Jahre den Namen Lilo Herrmann, die 6. Ende der 1980er Jahre den Namen Kurt Schlosser.
Nach dem Mauerfall und dem Übergang der Schule in das Eigentum des neuen  Berliner Senats wurde aus den Polytechnischen Oberschulen 1991 das 5. Gymnasium (in einer Gebäudehälfte) mit drei Jahrgängen – 7. bis 9. Klasse. 1994 übernahm das Gymnasium auch die andere Gebäudehälfte und wurde weiter ausgebaut, 1996 erhielt es den Namen Dathe-Gymnasium.

## Biologie-Station
Die Biologie-Station wurde durch den Lehrer Wolfgang Vogler 1957 an der 14. Oberschule mit zwei Aquarien begründet. Der Tierpark Berlin, der Kleinsäugerverband und der Zootierhandel halfen bei der schrittweisen Erweiterung des Tierbestandes. Tierparkdirektor Dathe förderte persönlich den Aufbau der Station. Heute verfügt sie über etwa 500 Tiere. In Terrarien, Aquarien und Käfigen leben Mäuse, Schlangen, Geckos und andere Kleintiere; an die 50 Arten sind hier vertreten. In Arbeitsgemeinschaften beteiligen sich Kinder und Jugendliche zudem an der Tierpflege. Seit April 2024 lebt in der Station eine neue Tierart – der vom Aussterben bedrohte Anderson-Querzahnmolch.
Häufig werden Führungen für Lerngruppen durchgeführt. Sie werden durch Spenden finanziert. Die Biologie-Station kann auch von Kindern und Jugendlichen, Lehrkräften, Erzieherinnen und Erziehern, Studenten sowie interessierten Privatpersonen genutzt werden. Es gibt Lernwerkstätten zu verschiedenen Tierarten. Einige Tierarten können zu pädagogischen Zwecken ausgeliehen werden. Sie dient den Schülern u. a. zum Erwerb von Kenntnissen zur Heimtierpflege sowie zur Übernahme von Verantwortung für ein Lebewesen.

## Profil
Das Gymnasium besitzt einen Grundschulteil ab Klasse 5 und eine gymnasiale Oberstufe. Eine Aufnahme in die Schule erfolgt nach Eignungstest. Das Gymnasium ist fachlich nicht spezialisiert. Ein breites Angebot an Fächern, Leistungskursen und Arbeitsgemeinschaften ist vorhanden. Die Fachräume Biologie, Physik, Chemie, Musik und Informatik sind modern ausgestattet. In fünf Computerräumen stehen ca. 15 bis 17 Rechner zur Verfügung.
Leistungskurse sind beispielsweise Bildende Kunst/Kunst, Biologie, Chemie, Deutsch, Englisch, Erdkunde, Französisch, Geschichte, Mathematik, Musik, Physik und Arbeitsgemeinschaften Hardware; Homepage; Mathematik; Chor; Schach; Keyboard; dazu diverse sportliche AG's.
An der Schule können die Fremdsprachen Französisch, Englisch und Spanisch gelernt werden. Die Schnell-Lerner-Klassen sind ein besonderer Bildungsgang für die Begabungsförderung. Zwei Schulsozialpädagoginnen und ein Medienpädagoge beraten Schüler und Lehrkräfte.
Die Biologie-Station ist neben zahlreichen unterrichtlichen und außerunterrichtlichen Projekten ein Ausdruck der Ausprägung als Schule mit dem Schwerpunkt des Lernens in globalen Zusammenhängen.
Die Umweltbildung ist am Gymnasium strukturell verankert in Kursen, Projekten und nicht zuletzt der Umweltaktionswoche. Neben der Auszeichnung als Umweltschule in Europa trägt es den Titel Schule ohne Rassismus – Schule mit Courage.

## Kooperationen
Das Dathe-Gymnasium gehört zum Ring der Vivariumsschulen in Deutschland. Es kooperiert unter anderem mit dem Tierpark Berlin, der Freien Universität Berlin – Fachbereich Didaktik der Biologie sowe Institut für Meteorologie, dem Deutschen Technikmuseum, dem Naturkundemuseum (Mikroskopierzentrum, Sinnesphysiologie); dem Naturschutzzentrum Ökowerk Berlin e.V., dem Umweltbildungszentrum Nirgendwo im Wriezener Park, der Deutschen Bundesstiftung Umwelt: Umwelt baut Brücken;; der JugendTechnikSchule im Freizeit- und Erholungszentrum Wuhlheide (FEZ) und dem Theater an der Parkaue; Das Gymnasium pflegt Schulpartnerschaften mit Narbonne in Frankreich und Poprad in der Slowakei.

## Bekannte Schüler
- Gordon Lemm (* 1977), Kommunalpolitiker
- Daniel Kubiak (* 1982), Soziologe
- Elina Vildanova (* 1998), russische Schauspielerin